# Wirbeltierfährtenfundstelle Borgholzhausen
Die Wirbeltierfährtenfundstelle Borgholzhausen befindet sich zwischen dem nördlichen Bereich des Ravensberger Stadions und dem Wichlinghauser Weg in Borgholzhausen, Kreis Gütersloh, am Teutoburger Wald.

## Geschichte
Die Spuren wurden 1996 bei Bauarbeiten entdeckt. Beim Gestein handelt es sich um etwa 240 Millionen Jahre alte Kalk- und Mergelsteine des Muschelkalks aus der Zeit der Trias. Sie enthalten mindestens 30 Horizonte mit Trittsiegeln und Fährtenabdrücken von Tetrapoden, die den Spurenfossilgattungen Rhynchosauroides peabodyi und Procolophonichnium haarmuehlensis zugeordnet wurden. Bei einer Grabung des LWL-Museum für Naturkunde im Jahr 1997 wurde eine fragmentierte, 2,8 mal 1,7 Meter große Gesteinsplatte mit Trittsiegeln durch Silikonkautschuk stabilisiert und geborgen. Diese wurde im Jahr 2000 bei der archäologischen Landesausstellung ausgestellt.